# John Cope
John Lachlan Cope (1893 – 1947) è stato un medico ed esploratore britannico.
Ha fatto parte del gruppo del mare di Ross alla spedizione Endurance in Antartide ed ha comandato una spedizione britannica nella terra di Graham sempre in Antartide dal 1920-22.
Durante la spedizione Endurance una tempesta rompe gli ormeggi dell'Aurora lasciando Cope con altri nove compagni isolati sul continente Antartico. Decisi comunque a portare a termine la loro missione di costruire alcuni depositi di provviste per Ernest Shackleton che credevano in arrivo dall'altro lato del continente, tre esploratori trovano la morte sul continente.